# Dysiatus
Dysiatus is een kevergeslacht uit de familie van de boktorren (Cerambycidae). De wetenschappelijke naam van het geslacht werd voor het eerst geldig gepubliceerd in 1869 door Pascoe.

## Soorten
Dysiatus is monotypisch en omvat slechts de volgende soort:
- Dysiatus melas Pascoe, 1869